# F Jerônimo de Albuquerque (F-201)
A F Jerônimo de Albuquerque é uma fragata da classe Tamandaré, a segunda de uma série de 4 navios. Atualmente a fragata se encontra em construção para a Marinha do Brasil, tendo o seu lançamento ocorrido em 8 de agosto de 2025.

## Desenvolvimento
A Jerônimo de Albuquerque faz parte do plano denominado "Construção do Núcleo de Força Naval", idealizado em 2017 pelo governo brasileiro, com o objetivo principal de substituir as fragatas Niterói em operação desde 1975 e as Tipo 22 adquiridas em segunda mão do Reino Unido na década de 1990.
A configuração final de armamentos e sensores foi anunciada no dia 10 de junho de 2021. O navio está em construção pelo consórcio Águas Azuis composto pela ThyssenKrupp Marine Systems, Embraer Defesa & Segurança e Ministério da Defesa do Brasil, na cidade brasileira de Itajaí, com o primeiro corte de aço em 1 de novembro de 2023.
No dia 6 de junho de 2024, realizado a cerimônia do batimento de quilha da fragata, que é caracterizado pelo posicionamento de um desses blocos em seu local de edificação. Este primeiro bloco é a praça de máquinas da parte dianteira da embarcação, pesando cerca de 52 toneladas, onde serão instalados dois motores, uma caixa redutora e equipamentos auxiliares. As próximas etapas envolverão a construção da praça de máquinas traseira e a instalação dos equipamentos.
O navio será batizado e lançado no dia 8 de agosto de 2025.

## Origem do nome
Jerônimo de Albuquerque foi o primeiro brasileiro a comandar uma força naval brasileira. Defendeu o Brasil contra a invasão dos franceses no Maranhão, vencendo a batalha de Guaxenduba e expulsando os estrangeiros do território. Ele foi o herói da conquista do Maranhão e fundador da cidade de Natal, capital do Rio Grande do Norte.